# Саботско
Саботско или Суботско (грч. Αριδαία, Аридеа) је град и седиште општине Меглен у периферији Средишња Македонија, Грчка. Према попису из 2021. године било је 6.639 становника.
Према бугарском географу и историчару, Василу Канчову, у Саботску је 1900. године живело 800 Словена муслимана и 460 Словена хришћана. Већи део мештана Саботског је током 18. века због притиска и веће сигурности за живот прешао на ислам. Године 1924. муслиманско становништво је принудно исељено у Турску а на њихово место су насељене грчке избегличке породице из Турске и известан број аромунских породица из Големе и Мале Ливаде. На попису из 1928. године Саботско је имало 1.918 становника.

## Познате личности
- Антонис Мину, бивши грчки фудбалер